# ماتئو ترامونی
ماتئو ترامونی (انگلیسی: Mattéo Tramoni؛ زادهٔ ۲۰ ژانویهٔ ۲۰۰۰) بازیکن فوتبال اهل فرانسه است.
از باشگاه‌هایی که در آن بازی کرده‌است می‌توان به باشگاه فوتبال آژاکسیو اشاره کرد.
وی همچنین در تیم‌های ملی فوتبال زیر ۱۸ سال فرانسه و Corsica national football team بازی کرده‌است.